# Дванадцять маршрутів Київщиною
Дванадцять маршрутів Київщиною — путівник Київщиною Романа Маленкова та Олега Години, який вийшов 2008 року у видавництві «Грані-Т» (м. Київ) в серії «Путівники». Містить велику кількість карт, схем, фотографій та фактологічного матеріалу.
Додатковий тираж путівника було видано 2010 року.

## Анотація
Часто ми не помічаємо того, що поряд, шукаємо красу, а вона виявляється зовсім поруч. Цей путівник є свідченням того, що навіть близькі і відомі міста можуть приховувати незвичайні архітектурні та історичні пам'ятки.
Думка про те, що кількість пам'яток на Київщині мізерна — хибна. Автори путівника навели безліч тому прикладів. Вдало складені маршрути допоможуть швидко відшукувати історичні та архітектурні цікавинки, а також збагатити уявлення про регіони, міста, містечка, селища і села відомої та невідомої Київщини.

## Загальна характеристика
Путівник містить 12 маршhутів, які охоплюють: Лівобережжя («До пам'яток Переяслава», «Край козацьких церков», «Березань, Яготин та інші»), території навколо Києва (Південний та Північний маршрут), центральну Київщину («До шедеврів дерев'яного зодчества українського бароко та неоґотики», «Фастівщиною»), західне («Відома та невідома Біла Церква», «У басейні Роставиці», «Край церков і водяних млинів») та центральне («Дух старої провінції», «Богуславщина») Надросся.
Путівник зорієнтований на мандрівників і читачів, які цікавляться історією та архітектурною спадщиною Київщини.

## Бібліографічний запис
- Дванадцять маршрутів Київщиною: путівник / авт. тексту і фото Р. Маленков, О. Година. — К. : Грані-Т, 2008. — 104 c. — ISBN 978-966-465-136-0.
- Дванадцять маршрутів Київщиною: путівник / Маленков Р., Година О.; авт. фотогр.: Роман Маленков, Олег Година. — К.: Грані-Т, 2010. — 104 с. — 4000 (2-й запуск 3001-4000) прим. — ISBN 978-966-465-305-0 (Серія Путівники). — ISBN 978-966-465-136-0.